# إلمان علي أحمد
إلمان علي أحمد (بالصومالية: ilman Cali Axmed)‏ (اغتيل في 1996) رجل أعمال صومالي وناشط اجتماعي وحقوقي.

## حياته الشخصية
عاش إلمان علي أحمد في العاصمة الصومالية مقديشو.
وكان متزوجا من السيدة فرتون آدم وأنجب منها أربع بنات.
كان إلمان يخطط للانتقال إلى الخارج بسبب تلقيه تهديدات بالقتل، وبالفعل اغتيل في 9 مارس 1996 بالقرب من منزل العائلة في جنوب مقديشو، وكانت المنطقة شهدت عملية الاغتيال تخضع في ذلك الوقت لسيطرة زعيم المؤتمر الصومالي الموحد الجنرال محمد فارح عيديد، ورغم أن مقتل إلمان كان له ارتباطات سياسية، إلا أن ممثل عيديد نفى تورطه وأدان جريمة القتل.
في نوفمبر 2019 قُتلت ألماس إلمان ابنة الراحل إلمان أحمد علي، والتي نشأت في كندا، وعادت مع آخرين من عائلتها إلى الصومال، للعمل في مجال الإغاثة، في مقر كان بالقرب من مطار آدم عدي الدولي.

## حياته المهنية
نشط إلمان في مجال التجارة وكان يمتلك محلا لإصلاح المركبات، كما كان يدير معهدا للتدريب الفني لإعادة تأهيل المسلحين الشباب ودمجهم في المجتمع في ذروة الحرب الأهلية.
إضافة إلى ذلك، انخرط إلمان في السياسة، وكثيرًا ما كان ينتقد القادة المحليين لفشلهم في وضع حد للصراع الأهلي. وكان ناشطا يدعو إل السلم والمصالحة، ولم ينتسب إلى أي كيان سياسي.
كذلك أدار إلمان أحمد نادي إلمان لكرة القدم في مقديشو، كما قدم خدمات إغاثية للأطفال المشردين، وساهم في إعادة تأهيل المرافق المجتمعية مثل الطرق والكهرباء.

## مركز إلمان للسلام
تكريماً لذكرى إلمان أحمد، أنشأت زوجته فرتون وأولادهما مركز إلمان للسلام في العاصمة الصومالية مقديشو، وتعمل فرتون مديرة تنفيذية للمنظمة غير الحكومية، بينما تعمل ابنتها إلواد معها.